# William Xavier Barbosa
William Xavier Barbosa (Campo Grande, 22 september 1983) is een Braziliaanse voetbalspeler. Zijn positie is aanvaller. Hij speelt momenteel voor Portuguesa São Paulo. 
Eerder speelde hij respectievelijk voor CA Paranaense, America FC, CR Vasco da Gama, Botafogo FR, Vegalta Sendai, EC Vitória, Botafogo FC, Rio Preto EC, KV Kortrijk en EC Santo André.